# 蓬泰特雷薩

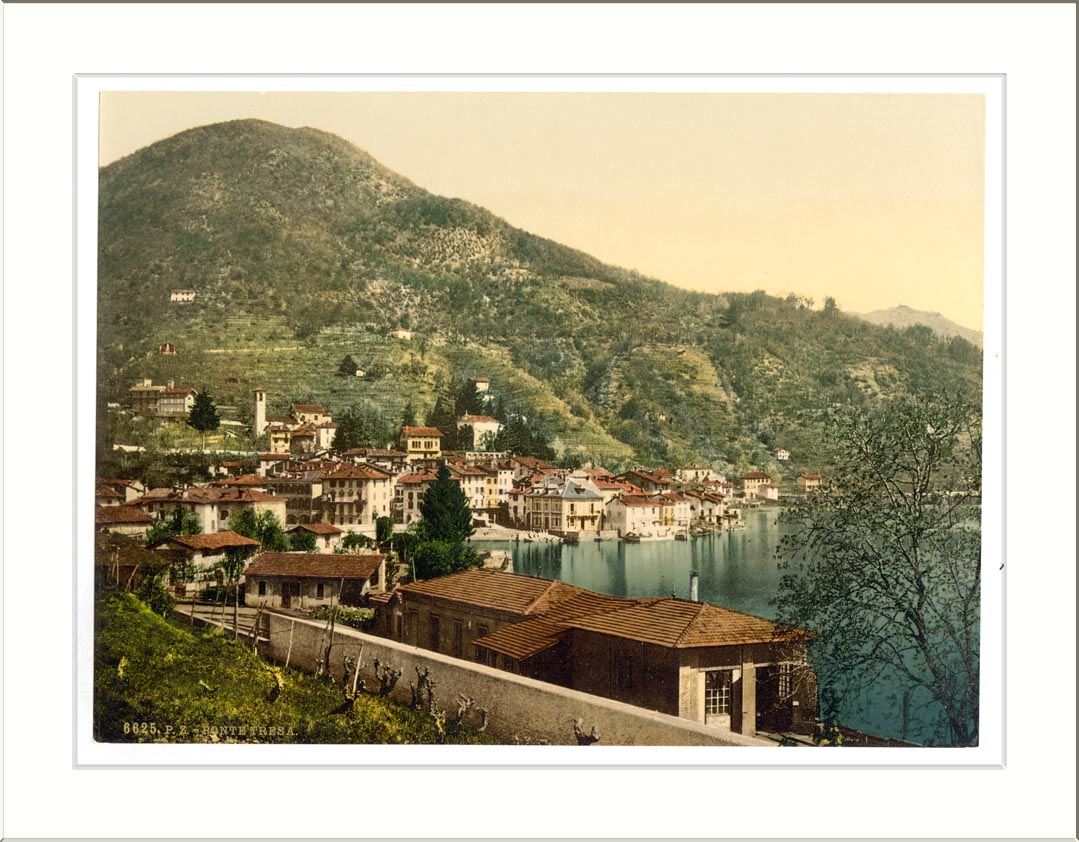

蓬泰特雷薩是瑞士的城鎮，位於該國南部，由提契諾州負責管轄，面積.41平方公里，海拔高度277米，2011年人口776，八成人口信奉羅馬天主教，人口密度每平方公里1893人。

## 外部連結
- Official Page Of Ponte Tresa （页面存档备份，存于）